# Risvica
 Risvica  falu Horvátországban Krapina-Zagorje megyében. Közigazgatásilag Kumrovechez tartozik.

## Fekvése
Zágrábtól 38 km-re északnyugatra, községközpontjától 2 km-re délkeletre, a Horvát Zagorje északnyugati részén, a szlovén határ közelében fekszik.

## Története
A településnek 1857-ben 276, 1910-ben 432 lakosa volt. Trianonig Varasd vármegye Klanjeci járásához tartozott. A településnek 2001-ben 309 lakosa volt.

## Nevezetességei
A risvicai Szűz Mária-kápolnát 1639-ben említi először az egyházi vizitáció. A kápolnát ekkoriban alakították át és az eredeti berendezéséből csak a Mária-szobor maradt. Három oltára és harangtornya is volt. Az 1687-es vizitáció szerint a kápolna falazott, hajójának közepén állt a Mária-szobor kezében a Kisjézussal és a jogarral. Oldalán Szent Péter és Szent János apostolok szobrai álltak. A kápolnát a 19. század elején átépítették. 1802-ben új főoltárt kapott a Csodatevő Szűzanya tiszteletére, mely máig a legértékesebb része a kápolnának. 1810-ben az épületet hosszabbították és felépítették a mai harangtornyot. 1818-ban készült a hajó boltozata és a kórus, a sekrestye helyére az északi oldalra 1834-ben oratóriumot építették és a szentély déli részéhez csatlakoztatva megépítették az új sekrestyét. Ezzel alakult ki a kápolna mai külseje.